# Гусаковец
Гусаковец је насељено место у саставу општине Горња Стубица у Крапинско-загорској жупанији, Хрватска. До територијалне реорганизације у Хрватској налазио се у саставу старе општине Доња Стубица.

## Становништво
На попису становништва 2011. године, Гусаковец је имао 217 становника.

## Попис1991.
На попису становништва 1991. године, насељено место Гусаковец је имало 310 становника, следећег националног састава:
| Попис 1991.‍ | Попис 1991.‍ | Попис 1991.‍ | Попис 1991.‍ | Попис 1991.‍ |
| ----------- | ----------- | ----------- | ----------- | ----------- |
|             |             |             |             |             |
| Хрвати      | Хрвати      |             | 301         | 97,09%      |
| Немци       | Немци       |             | 3           | 0,96%       |
| Срби        | Срби        |             | 1           | 0,32%       |
| непознато   | непознато   |             | 5           | 1,61%       |
| укупно: 310 |             |             |             |             |